# Paul F. Tompkins
Paul Francis Tompkins (Philadelphia (Pennsylvania), 12 september 1968) is een Amerikaans acteur, stemacteur, komiek, filmproducent en scenarioschrijver. 

## Biografie
Tompkins werd geboren in Philadelphia (Pennsylvania) in een gezin van zes kinderen. Hij begon in 1986 zijn carrière als stand-upkomiek in zijn geboorteplaats bij The Comedy Works. Hij heeft gestudeerd aan de Temple University in Philadelphia waar hij vroegtijdig stopte, en verhuisde in 1994 naar Los Angeles voor zijn carrière. Tompkins is vanaf 2010 getrouwd met actrice Janie Haddad. 
Tompkins begon in 1996 met acteren voor televisie in de film Mr. Show with Bob and David: Fantastic Newness, waarna hij als acteur en stemacteur in nog meer dan 100 films en televisieseries speelde.

## Filmografie

### Films
Selectie:
- 2022 LEGO Star Wars Summer Vacation - als Rad (stem)
- 2015 Regular Show: The Movie - als Gino (stem)
- 2012 Tangled Ever After - als kleine crimineel (stem)
- 2010 Rapunzel - als kleine crimineel (stem)
- 2009 The Informant! - als FBI agent Anthony D'Angelo
- 2007 There Will Be Blood - als Prescott
- 2006 Tenacious D in the Pick of Destiny - als gast open microfoon
- 2004 Anchorman: The Legend of Ron Burgundy - als MC
- 1999 Magnolia - als Chad / Seduce / Destroy (stemmen)
- 1996 Mr. Show with Bob and David: Fantastic Newness - als diverse personages

### Televisieseries
Selectie:
- 2021-2025 The Great North - als mr. Golovkin (stem) - 19 afl.
- 2025 Your Friendly Neighborhood Spider-Man - als Bentley Wittman (stem) - 5 afl.
- 2019-2024 The Neighborhood Listen - als Burnt Millipede (stem) - 91 afl.
- 2020-2024 Star Trek: Lower Decks - als diverse stemmen - 24 afl.
- 2021-2024 Jellystone - als diverse stemmen - 13 afl.
- 2020-2024 Criminal Minds - als Brian Garrity - 4 afl.
- 2011-2023 The Thrilling Adventure Hour: Beyond Belief - als Frank Doyle - 74 afl.
- 2021-2023 HouseBroken - als Ray Liotta (stem) - 12 afl.
- 2021 Centaurwereld - als diverse stemmen - 5 afl.
- 2020-2021 The Thrilling Adventure Hour: Livestream - als diverse stemmen - 9 afl.
- 2017-2021 DuckTales - als Gladstone Gander (stem) - 6 afl.
- 2017-2020 Blindspot - als Booky Bentley - 2 afl.
- 2014-2020 BoJack Horseman - als mr. Peanutbutter (stem) - 75 afl.
- 2017-2020 Tangled: The Series - als Shorty (stem) - 42 afl.
- 2016-2019 Bajillion Dollar Propertie$ - als Dean Rosedragon - 34 afl.
- 2019 Nature Cat - als Chandler (stem) - 2 afl.
- 2011-2019 Bob's Burgers - als diverse stemmen -  9 afl.
- 2019 You're the Worst - als Paul F. Tompkins - 3 afl.
- 2012-2016 Comedy Bang! Bang! - als diverse personages - 14 af.
- 2016 The Venture Bros. - als Blue Morpho (stem) - 2 afl.
- 2015 W/ Bob and David - als diverse personages - 4 afl.
- 2012-2018 Adventure Time - als diverse stemmen - 2 afl.
- 2010-2012 Regular Show - als diverse stemmen - 5 afl.
- 2007 UCB Comedy Originals - als ?? - 7 afl.
- 2007 The Sarah Silverman Program - als Paul - 3 afl.
- 2000-2001 DAG - als Sullivan Pope - 16 afl.
- 1997-2000 Tenacious D: The Complete Master Works - als Paul - 5 afl.
- 1995-1998 Mr. Show with Bob and David - als diverse personages - 27 afl.

### Filmproducent
- 2019-2024 The Neighborhood Listen - televisieserie - 90 afl.
- 2015 Paul F. Tompkins: Crying and Driving - documentaire
- 2012 Speakeasy: With Paul F. Tompkins - televisieserie
- 2012 Paul F. Tompkins: Laboring Under Delusions - documentaire
- 2010 Paul F. Tompkins: You Should Have Told Me - documentaire
- 2008 Best Week Ever - televisieserie - 17 afl.
- 1996 Desert - korte film

### Scenarioschrijver
- 2015 W/ Bob and David - televisieserie - 4 afl.
- 2015 Paul F. Tompkins: Crying and Driving - documentaire
- 2012-2014 Speakeasy: With Paul F. Tompkins-  televisieserie - 58 afl.
- 2003-2012 Real Time with Bill Maher - televisieserie - 23 afl.
- 2012 Paul F. Tompkins: Laboring Under Delusions - documentaire
- 2010 Just for Laughs - televisieserie - 1 afl.
- 2010 Paul F. Tompkins: You Should Have Told Me - documentaire
- 2008 Best Week Ever - televisieserie - 17 afl.
- 2007 UCB Comedy Originals - televisieserie - 4 afl.
- 2003-2007 Comedy Central Presents - televisieserie - 2 afl.
- 1999 Dr. Katz, Professional Therapist - televisieserie - 1 afl.
- 1998 Paul F. Tompkins: Driven to Drink - documentaire
- 1998 Mr. Show and the Incredible, Fantastical News Report - film
- 1996-1997 Mr. Show with Bob and David - televisieserie - 15 afl.
- 1996 Desert - korte film

- Library of Congress Control Number: n2006054174
- MusicBrainz: c16b8352-7fc4-4b27-83ae-44fd0b2cfda5
- Nationale Bibliotheek van Israël: 987007335723605171
- Virtual International Authority File: 24028677
- WorldCat: E39PBJfRBQx3wD6kPFPYbywQv3